# Battir
Battir (en arabe بتير) est un village de Cisjordanie, dans les territoires palestiniens occupés, bâti sur le site de l'ancienne Betar. Le village est situé à 5 km à l'ouest de Bethléem et au sud-ouest de Jérusalem.
Le site est occupé depuis l'âge du fer et c'est le lieu de la dernière bataille de la révolte de Bar Kokhba en 135. Le site est habité durant les périodes byzantines et ottomanes, et à l'époque du mandat britannique les habitants en sont enregistrés comme des musulmans.
Battir est situé à proximité de la ligne de chemin de fer de Jaffa à Jérusalem, qui a servi de ligne d'armistice entre Israël et la Jordanie de 1949 jusqu'à la guerre des Six Jours, à l'issue de laquelle il a été occupé par Israël.
Battir possède une population d'environ 4 000 personnes et dépend désormais de l'Autorité palestinienne. Les terrasses cultivées et le réseau d'irrigation sont classés au patrimoine mondial de l'UNESCO depuis 2014.

## Histoire

### Préhistoire
L'archéologue David Ussishkin date la naissance du village à l'âge du fer.

### Antiquité
À l'Antiquité, le village est nommé Betar (ou Beiter). Le village actuel est bâti sur l'ancien site de Khirbet el-Yahud ( « ruines des Juifs » en arabe ). Un système d'irrigation sophistiqué avait été installé à l'intérieur de fortifications. La perte de la ville de Betar, marque la fin de la révolte juive et Bar Kokhba y trouve la mort,. À l'époque, le village contient entre mille et deux mille personnes. Le village possède encore des ruines d'un bain romain.
Après la révolte il n'y a pas de preuve d'une occupation du site.

### Moyen Âge
Une mosaïque datée de la période byzantine tardive ou du début de l'époque musulmane y a été trouvée.

### Époque moderne et contemporaine
Le bourg est l’un des vergers de Jérusalem. Grâce du chemin de fer construit par les Ottomans à la fin du XIXe siècle, le village exporte ses produits agricoles jusqu’à Jaffa.

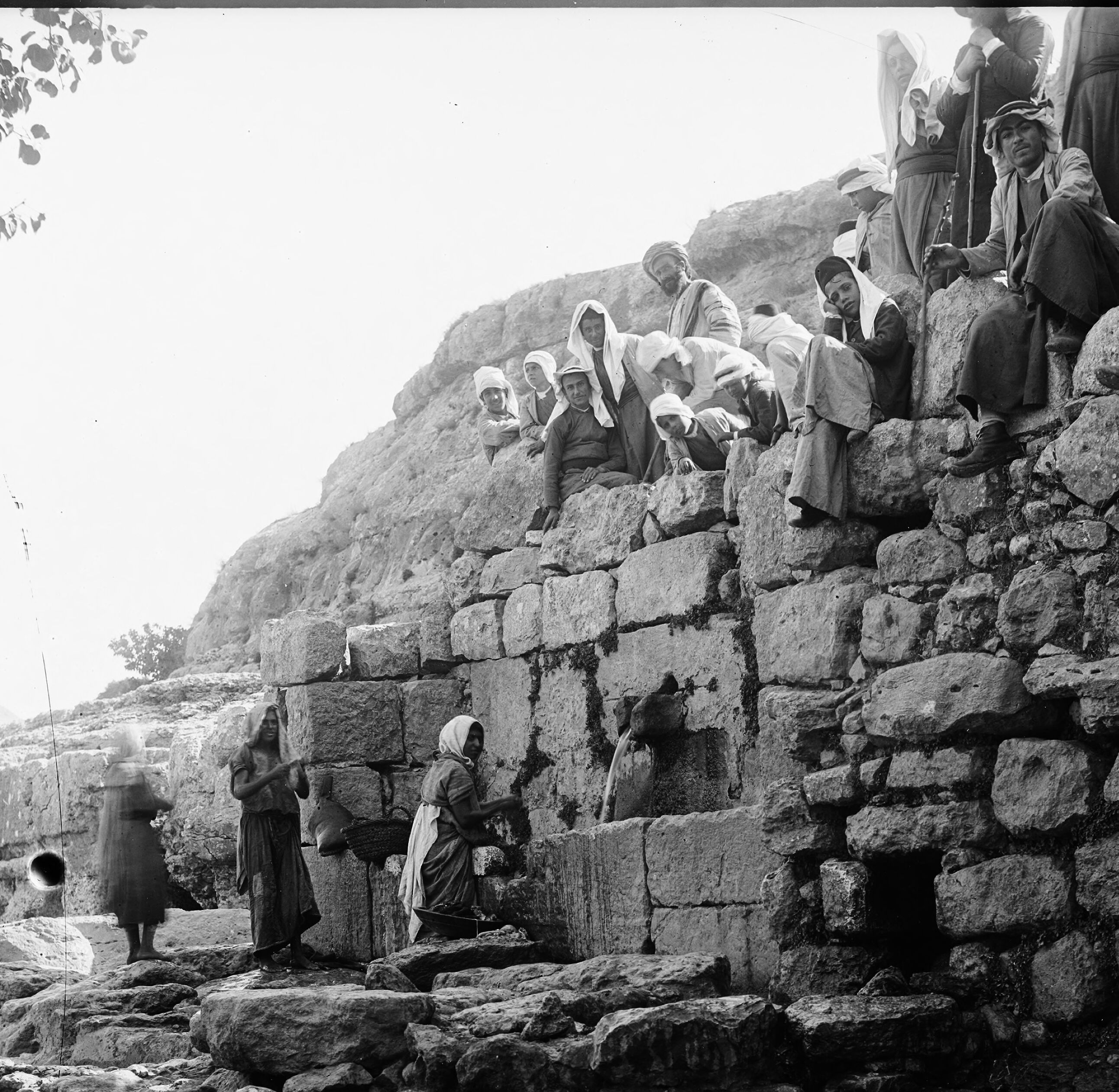
La fontaine en 1901 dont la structure remonte à l'époque romaine tardive.
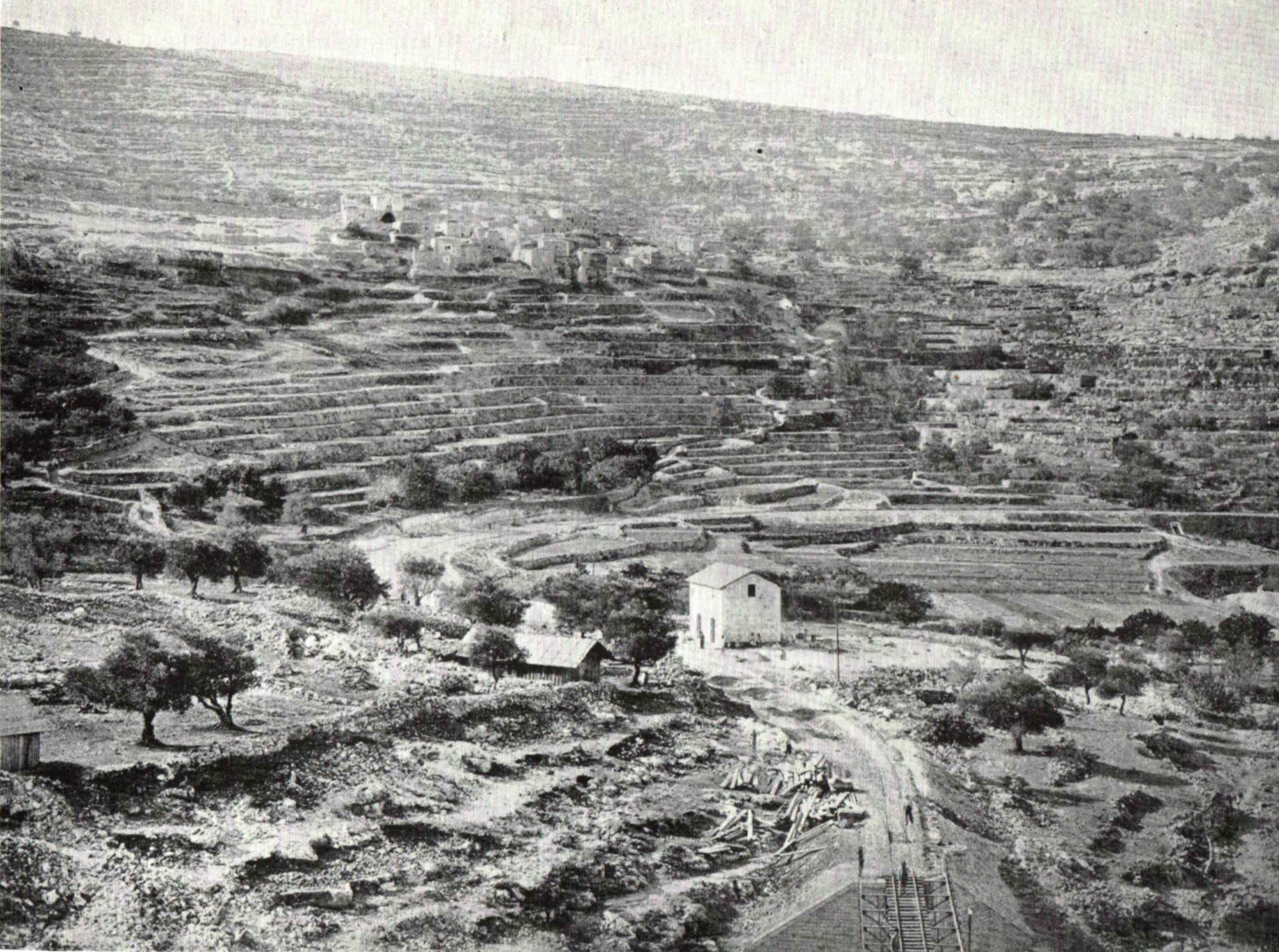
Battir en 1893.
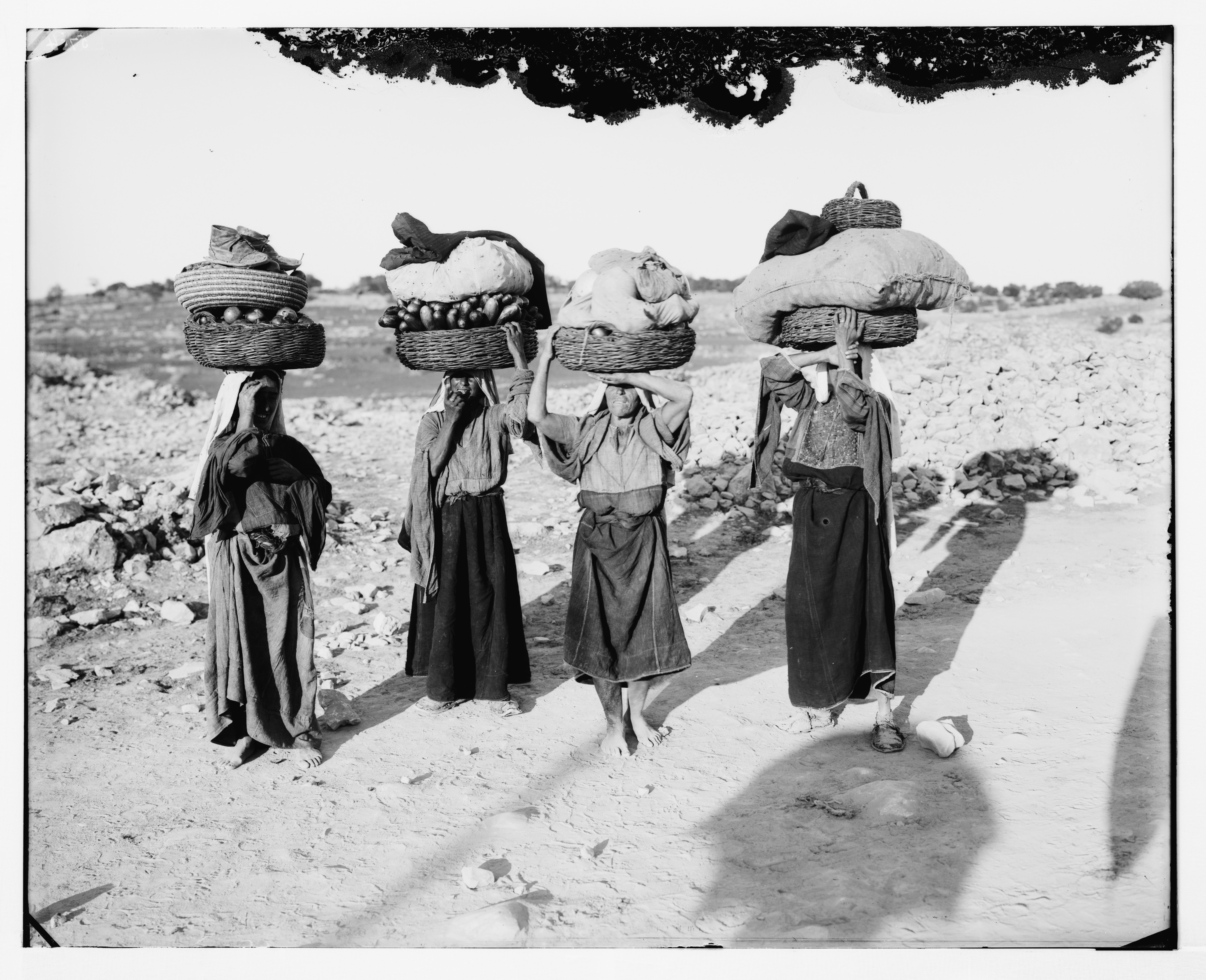
Production maraichère à Battir au début du XXe siècle.
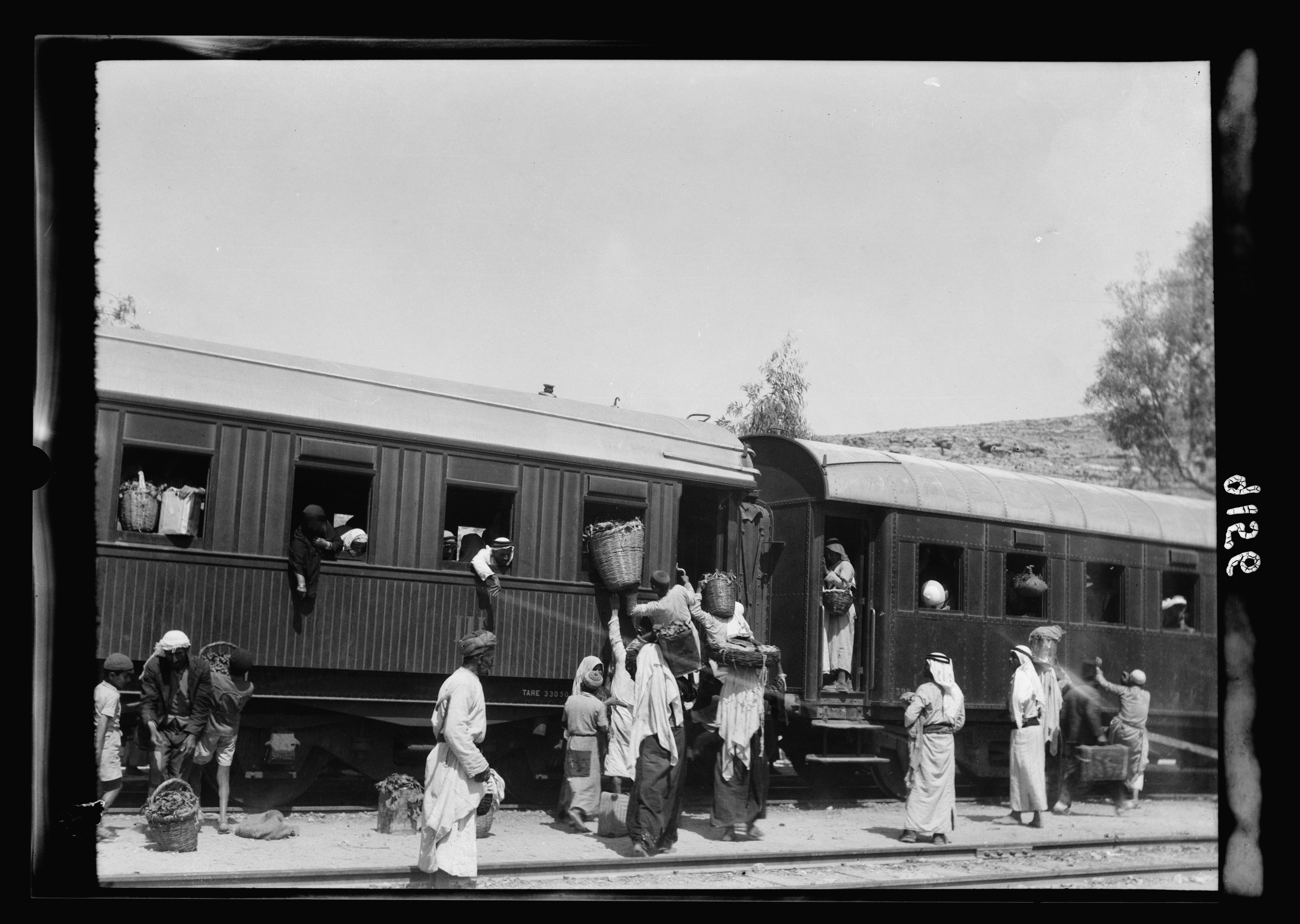
Chargement de paniers de fruits dans le train reliant Jaffa à Jérusalem, 1936.
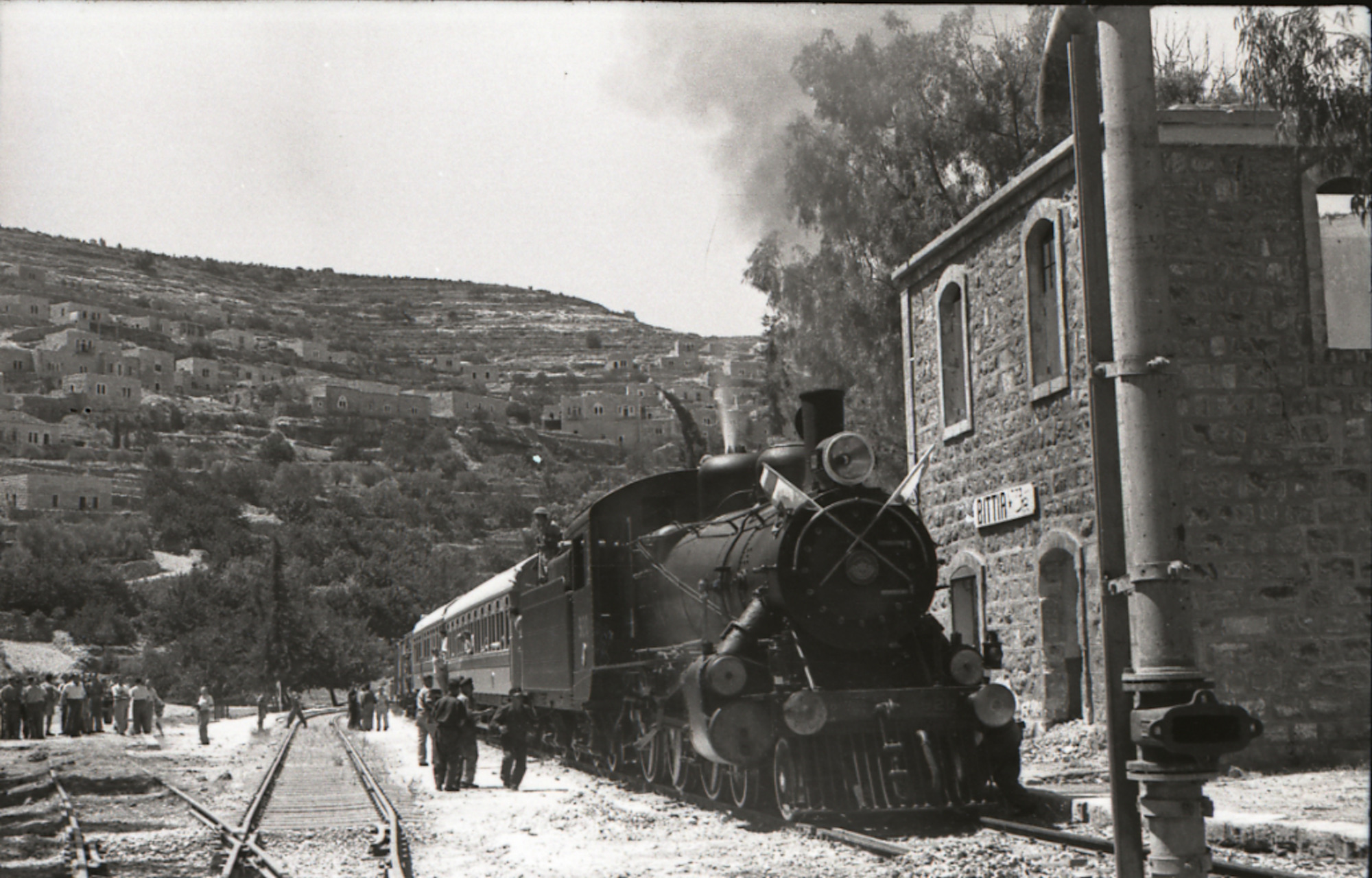
La gare de Battir vers 1947-1949.

Pendant la guerre de 1948, le village passe un accord avec Israël pour exploiter des terres de l’autre côté de la ligne de cessez-le-feu, dite « verte », tracée en 1949 entre les forces israéliennes et jordaniennes. En échange, les habitants ne doivent pas porter atteinte à la voie de communication.

### Sous occupation israélienne depuis 1967
En 2007, pour essayer de forcer le ministère israélien de la Défense à changer le tracé de la barrière de séparation qui doit couper à travers le système d'irrigation, le village de Battir l'assigne en justice. La direction de la Nature et des Parcs israélienne, qui avait donné son accord sur le tracé en 2005, change son avis et publie un document de 13 pages disant que les terrasses de Battir forment un site historique israélien et doivent être préservées. Ce document affirme que les techniques agricoles millénaires de la région seront endommagées de manière irréversible par la construction de la barrière, quelle que soit la largeur de son emprise sur le terrain. C'est la première fois qu'une agence gouvernementale israélienne exprime son opposition à la construction de la barrière de séparation. En mai 2013, la haute cour de justice israélienne statue en demandant au ministère de la Défense d'expliquer pour quelles raisons le tracé de la barrière de séparation autour du village de Battir ne peut pas être annulé ou modifié, ou alors pourquoi la barrière ne peut pas être reconfigurée (« why should the route of the separation barrier in the Battir village area not be nullified or changed, and alternately why should the barrier not be reconfigured »). Le ministère de la Défense doit produire un nouveau plan avant le 2 juillet 2013. La colonie israélienne de Betar Illit, voisine du village, a elle aussi fait recours contre la barrière de séparation, craignant d'être empêchée d'agrandir l'implantation.
Afin d'empêcher toute destruction de son système d'irrigation lors de la construction de la barrière de séparation, la Palestine dépose une demande auprès de l'UNESCO pour classer Battir au patrimoine mondial . En 2014, les terrasses cultivées et le réseau de canaux d’irrigation alimenté par des sources souterraines sont classés au patrimoine mondial et inscrites sur la liste du patrimoine mondial en péril. L'année suivante, la Cour suprême israélienne gèle le tracé du mur de séparation.
Le 7 août 2024, Bezalel Smotrich, ministre israélien des finances et figure de l’extrême-droite suprémaciste, annonce vouloir « engager les procédures d’établissement » d'une nouvelle colonie, aux portes du village antique de Battir. Ce projet, baptisé Nahal Haletz, vise à relier la ville de Jérusalem au groupes de colonies du Goush Etzion, et couvre près de la moitié de la « zone centrale » du site classé par l’UNESCO, organisation dont Israël s'est retiré en 2017,.

## Système d'irrigation

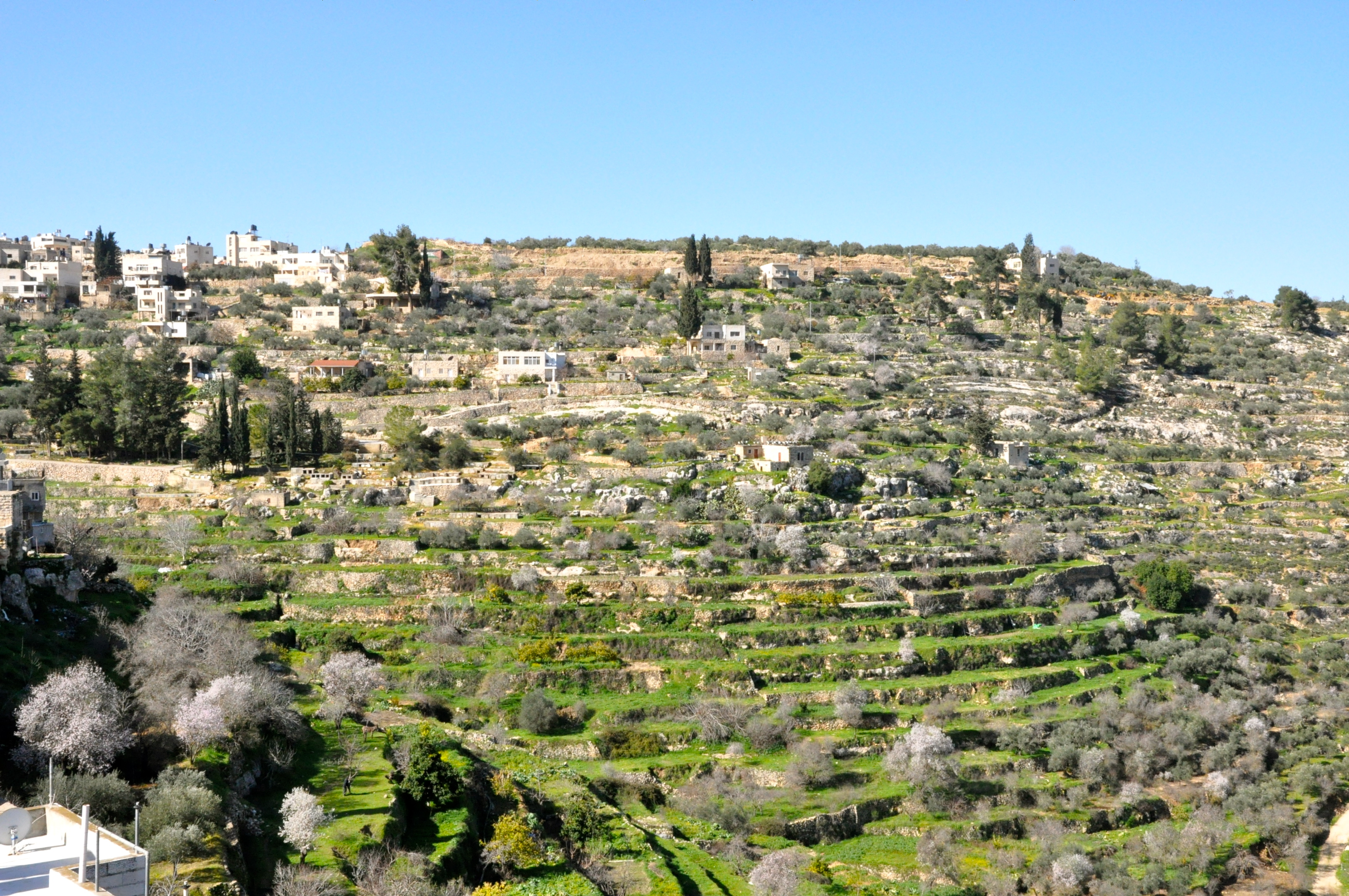
Les terrasses de Battir en 2015.

Battir possède un système d'irrigation unique qui utilise des terrasses artificielles et un système destiné à détourner manuellement de l'eau. Ce réseau datant de l'époque romaine est relié à sept sources qui ont alimenté le village et les champs en eau pendant 2 000 ans.

### Source
- (en) Cet article est partiellement ou en totalité issu de l’article de Wikipédia en anglais intitulé « Battir » (voir la liste des auteurs).